# Cerveteri
Cerveteri és un municipi italià, situat a la regió del Laci i a la Ciutat metropolitana de Roma Capital. L'any 2005 tenia 33.039 habitants.
Era una ciutat etrusca, l'antiga Caere, i el seu nom deriva de Caere Vetus, ('la Caere vella'). En el seu terme hi ha una necròpoli etrusca, la Necròpoli de la Banditaccia que es considera la més gran de la Mediterrània antiga. Les Necròpolis etrusques de Cerveteri i Tarquinia han estat declarades el 2004 com a Patrimoni de la Humanitat per la UNESCO.